# Князев, Николай Алексеевич
Николай Алексеевич Князев (2 октября 1955, Чебоксары, Чувашская АССР, СССР — 1995, Чебоксары) — советский футболист, вратарь.

## Карьера
Воспитанник ДЮСШ-3 города Чебоксары. В 22 года дебютировал в большом футболе в составе «Спартака» Орёл. Через год перебрался в родную «Сталь». В 1979 году выступал в высшей лиге за «Зарю» Ворошиловград. Всего в высшей лиге провел 29 игр, в которых пропустил 38 мячей.
Затем играл за команды первой и второй лиги. В некоторых матчах выходил на поле в качестве полевого игрока. Завершил карьеру в «Азамате». В последнее время являлся играющим тренером команды.
В последние годы жизни работал тренером ДЮСШ-1 в городе Новочебоксарск. В конце 1995 года погиб, утонув на подлёдной рыбалке в возрасте 40 лет. В Новочебоксарске ежегодно проходит мини-футбольный турнир памяти Николая Князева.